# Аплекса
Аплекса (Aplexa) — рід невеликих лівосторонніх прісноводних равликів, що дихають повітрям, водних легеневих черевоногих молюсків родини Physidae.
Ці маленькі равлики досить характерні, тому що вони мають мушлі, розташовані по лівій стороні, а це означає, що якщо ви тримаєте мушлю так, щоб шпиль був спрямований вгору, то отвір перебуває зліва.
Мушлі видів Aplexa мають довгий і великий отвір, відносно високий і загострений шпиль і не мають кришки. Мушлі тонкі, орогові, досить прозорі.

## Види
Види роду Aplexa включають:
- Aplexa atava White, 1877
- Aplexa brevispirata (Cossmann, 1913)
- Aplexa disjuncta (White, 1879)
- Aplexa elongata (Say, 1821)
- Aplexa gigantea (Michaud, 1837)
- Aplexa grasseti (Matheron, 1878)
- Aplexa heberti (Deshayes, 1863)
- Aplexa hypnorum (Linnaeus, 1758)
- Aplexa jaimei (Hermite, 1879)
- Aplexa kasekikabe (Isaji, 2010)
- Aplexa macerata (Russell, 1937)
- Aplexa militaria (Yen & Reeside, 1946)
- Aplexa morrisonana (Yen & Reeside, 1946)
- Aplexa praelonga (Matheron ex Heer, 1861)
- Aplexa primigenia (Deshayes, 1863)
- Aplexa prisca (Noulet, 1854)
- Aplexa pseudogigantea (F. Sandberger, 1870)
- Aplexa pulchella (A. d'Orbigny, 1850)
- †Aplexa ricei (Russell, 1957)
- Aplexa rivalis (Maton & Rackett, 1807)
- Aplexa subelongata (Meek & Hayden, 1856)
- Aplexa subhypnorum (Gottschick, 1920)